# Cmentarz Wagańkowski
Cmentarz Wagańkowski (ros. Ваганьковское кладбище) – jeden z największych cmentarzy w Moskwie. Położony w północno-zachodniej części miasta, na terenie rejonu Priesnienskiego, nieopodal placu Krasnopriesnienskaja Zastawa. Zajmuje (2006) powierzchnię około 50 hektarów.

## Historia
W 1723 roku Piotr I wydał ukaz zabraniający chowania zmarłych (z wyłączeniem szlachty) w obrębie murów miejskich, co wymusiło na władzach Moskwy potrzebę ustanowienia nekropolii poza miastem. Cmentarz Wagańkowski został założony w 1771 roku, w czasie epidemii dżumy, jednakże już wcześniej na tym terenie odbywały się pochówki. Nekropolia powstała głównie z inicjatywy Grigorija Orłowa, który został wysłany do Moskwy przez cesarzową Katarzynę II, by uporać się z problemem panującej tam zarazy. Szacuje się, że w czasie trwania epidemii na tym terenie pochowano kilka tysięcy mieszkańców Moskwy i okolic. W XVIII wieku cmentarz nie uchodził za prestiżowy, chowano tu biedaków, chłopów, kupców, drobnych urzędników i niskiej rangi wojskowych. Dopiero w XIX w. cmentarz Wagańkowski stał się miejscem pochówku dla arystokratów i ludzi wysoko postawionych. W czasie wojny napoleońskiej na cmentarzu złożono we wspólnej mogile ciała rosyjskich żołnierzy poległych w obronie ojczyzny w czasie bitwy pod Borodino we wrześniu 1812 roku. Na początku XX wieku pochowanych zostało wiele ofiar paniki na Chodyńskim Polu. Upamiętnione są tu także ofiary represji stalinowskich z lat trzydziestych XX wieku, groby obrońców Moskwy z lat 1941–1942, ofiary puczu sierpniowego (1991), a także terrorystycznego ataku na teatr na Dubrowce.
Przez prawie trzy stulecia istnienia nekropolii wagańkowskiej pochowano w niej ponad pół miliona osób. Na jej terenie znajduje się ponad sto tysięcy grobów. Od 2008 roku trwają prace rekonstrukcyjne, mające na celu odnowę cmentarza i zachowanie go dla przyszłych pokoleń.

## Pochowani na Cmentarzu Wagańkowskim
- Wasilij Agapkin – rosyjski i radziecki kompozytor i dyrygent
- Wasilij Aksionow – rosyjski i amerykański pisarz, scenarzysta
- Leonid Charitonow – radziecki aktor
- Grigorij Czuchraj – radziecki reżyser filmowy pochodzenia żydowsko-ukraińskiego
- Władimir Dal – rosyjski leksykograf i pisarz
- Siergiej Grińkow – radziecki łyżwiarz figurowy, dwukrotny mistrz olimpijski w parach sportowych (z żoną Jekatieriną Gordiejewą)
- Semen Hułak-Artemowski – ukraiński śpiewak operowy
- Wiaczesław Iwankow – rosyjski gangster
- Lew Jaszyn – radziecki piłkarz
- Siergiej Jesienin – rosyjski poeta, mąż Isadory Duncan
- Wieniamin Kawierin – radziecki pisarz
- Aristarch Lentułow – rosyjski i radziecki malarz
- Nina Mieńszykowa – radziecka aktorka
- Spartak Miszulin – radziecki aktor
- Aleksiej Niedogonow – rosyjski poeta
- Tigran Petrosjan – radziecki szachista pochodzenia ormiańskiego, dziewiąty mistrz świata w szachach
- Michaił Pugowkin – radziecki i rosyjski aktor komediowy
- Aleksandr Ragulin – rosyjski hokeista
- Stanisław Rostocki – radziecki reżyser filmowy i scenarzysta
- Wiktor Rozow – radziecki i rosyjski dramaturg, scenarzysta
- Fiodor Schechtel – rosyjski architekt
- Aleksiej Sawrasow – rosyjski malarz, jeden z członków założycieli grupy artystycznej pieriedwiżników
- Wasilij Sitnikow – rosyjski malarz
- Witalij Sołomin – radziecki i rosyjski aktor filmowy oraz teatralny
- Wasilij Surikow – rosyjski malarz
- Giennadij Szpalikow – radziecki poeta i scenarzysta
- Igor Talkow – rosyjski piosenkarz
- Wasilij Tropinin – rosyjski malarz-portrecista
- Nika Turbina(inne języki) – radziecka i rosyjska poetka
- Bułat Okudżawa – radziecki i rosyjski bard, poeta, prozaik
- Borys Wasiliew – radziecki i rosyjski pisarz
- Włodzimierz Wysocki – rosyjski pieśniarz, poeta i aktor
- Anatolij Żelezniakow – rosyjski marynarz, dowódca z okresu wojny domowej